# Ралі Дакар 1979

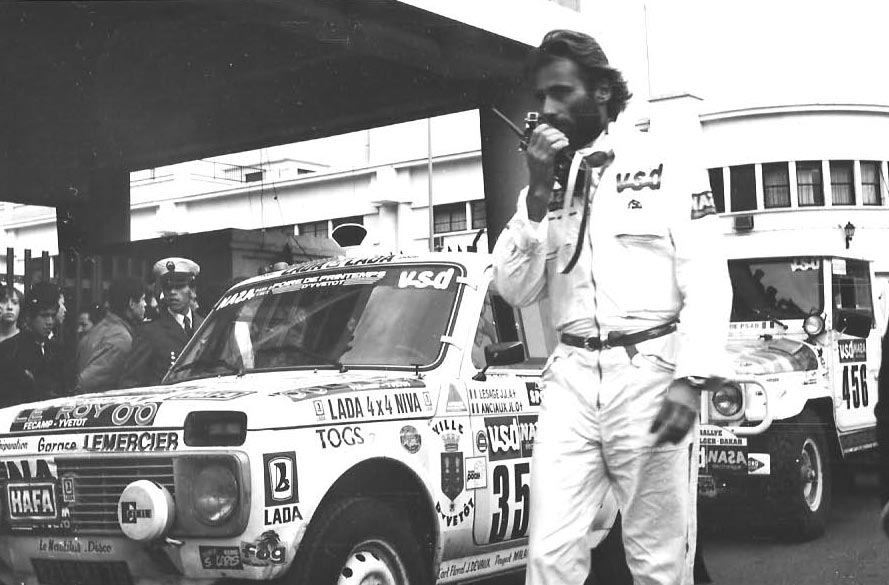
Тьєррі Сабін за десять днів до своєї загибелі при аварії вертольота 4 січня 1986 року на ралі Париж-Алжир-Дакар

Ралі Дакар 1979 (фр. Paris — Algiers - Dakar 1979) — перше в історії змагання Ралі Дакар. Ралі стартувало 26 грудня 1978 року в Парижі і завершилося 14 січня 1979 року в Дакарі.

## Історія
Ідея проведення ралі «Париж — Дакар» належить французькому мотогонщику Тьєррі Сабіну (фр. Thierry Sabine). У 1977 році він заблукав у Лівійській пустелі під час участі в ралі «Абіджан — Ніцца». Він був знайдений тільки через три дні і дивом залишився живий, завдяки тому, що його вчасно знайшли туареги. Ця небезпечна пригода надихнула Тьєррі на організацію в 1978 році Першого ралі-марафону «Париж — Дакар». Серед автомобілістів найкращим став французький екіпаж у складі Альона Женестьє, Жозефа Тербіо і Жана Лемордана на Range Rover V8.

## Гонка
Старт першому ралі Дакар був даний 26 грудня 1978 на площі Трокадеро в Парижі. У ралі взяли участь 80 екіпажів на автомобілях, 90 мотоциклістів і 12 екіпажів на вантажівках. Протягом трьох тижнів учасники подолали 10 000 кілометрів (включаючи 3168 км спецділянок) траси, що проходить по території Франції, Алжиру, Нігеру, Малі, Верхньої Вольти і Сенегалу. З 182 учасників успішно фінішували лише 74.
Оскільки на першому ралі Дакар ще не було поділу за категоріями і класами, то автомобілі і мотоцикли йшли в загальному заліку. Першим переможцем ралі Дакар став француз Сиріл Неві на мотоциклі Yamaha XT500. Також примітно, що всі три перших місця на п'єдесталі у першому ралі дісталися мотоциклістам — поряд з Сирілом переможні місця на подіумі зайняли Жилю Комт на Yamaha і Філіпу Вассар на Honda.

## Маршрут

Карта маршруту ралі «Париж-Дакар» 1979 року

| Етап | Дата                       | Старт                                            | Фініш                                             | Зв'язка, км           | СД, км                | Всього, км            |
| ---- | -------------------------- | ------------------------------------------------ | ------------------------------------------------- | --------------------- | --------------------- | --------------------- |
| П    | 26 грудня                  | Франція, Монлері                                 | Франція, Монлері                                  | 0                     | 3,6                   | 3,6                   |
| 1    | 27 грудня                  | Франція, Париж                                   | Франція, Марсель                                  |                       |                       |                       |
| —    | 28—30 грудня               | Пором в Африку                                   | Пором в Африку                                    | Пором в Африку        | Пором в Африку        | Пором в Африку        |
| 2    | 31 грудня 1 січня 2 січня  | Алжир, Алжир , Айн-Салах Алжир Регган            | Алжир, Айн-Салах Алжир, Регган Алжир, Таманрассет | 2100                  | 270                   | 2370                  |
| 3    | 3 січня 4 січня 5 січня    | Алжир, Таманрассет Нігер, Ассамакка Нігер, Арліт | Алжир, Ін-Геззам Нігер, Арліт Нігер, Агадес       | 36                    | 373 230 231           | 870                   |
| 4    | 6 січня                    | Нігер, Агадес                                    | Нігер Ніамей                                      | 690                   | 230                   | 920                   |
| 5    | 7 січня                    | Нігер, Ніамей                                    | Малі, Гао                                         |                       |                       | 448                   |
| В    | 8 січня                    | День відпочинку в Гао                            | День відпочинку в Гао                             | День відпочинку в Гао | День відпочинку в Гао | День відпочинку в Гао |
| 6    | 9 січня 10 січня           | Малі, Гао Малі, Мопті                            | Малі, Мопті Малі, Бамако                          | 650                   | 600                   | 1250                  |
| 7    | 11 січня                   | Малі, Бамако                                     | Малі, Ніоро                                       | 0                     | 417                   | 417                   |
| 8    | 12 січня 13 січня 14 січня | Малі, Ніоро Малі, Каес Сенегал, Бакель           | Малі, Каес Сенегал, Бакель Сенегал, Дакар         | 500                   | 270 96                | 866                   |

- П'ятий етап відмінили.